# Acétonine de fluocinolone
L'acétonine de fluocinolone est un corticoïde fluoré principalement utilisé en dermatologie dans le but de réduire l'inflammation de la peau et soulager la démangeaison. Il s'agit d'un dérivé synthétique de l'hydrocortisone. La substitution du fluor en neuvième position dans le noyau stéroïde rehausse grandement son activité. Il fut synthétisé pour la première fois en 1959 au sein du Département de Recherche des Laboratoires Syntex dans la ville de Mexico. Les préparations le contenant furent mis en vente pour la première fois sous le nom de marque Synalar.
Il a également été constaté que l'Acétonide de fluocinolone potentialisait fortement la chondrogénèse associée au facteur de croissance transformant des cellules souches/progénitrices mésenchymateuses de la moelle osseuse, en augmentant les niveaux collagène de type II de plus de 100 fois comparé au dexaméthasone largement utilisé.
Les implants intravitréens d'acétonide de fluocinolone ont été utilisés dans le but de traiter des uvéites non infectieuses. Une revue systématique ne pourrait pas déterminer avec une certaine confiance si les implants d'acétonine de fluocinolone sont supérieurs au standard de traitement pour les uvéites.
Un implant intravitréen d'acétine de fluocinolone avec le nom de marque Iluvien est vendu par la société biopharmaceutique Alimera Sciences dans le but de traiter la rétinopathie diabétique.
Il fut approuvé pour utilisation médicale en 1961.

## Classification
Le fluocinolone est un groupe V (0.025%) ou un groupe VI (0.01%) dermocorticoïde.

## Noms de marque
L'acétonine de fluocinolone est disponible sous les noms de marque Flucort-N, Iluvien, Synalar, Yutiq, et autres,.